# Perlemor
Perlemor er det naturmateriale, som det indre lag af skallen på en perlemusling består af.
Det latinske navn er perlarum mater = perlernes moder, idet perlemuslingens skal virker som en livmoder for de naturlige perler, der dannes i en perlemusling. Der er tale om, at muslingen for at beskytte sig indkapsler urenheder med et sekret, der bliver til en perle, der på latin hedder perla (afledt af pirula = lille pære).
Perlemor er blevet anvendt til bl.a. smykkefremstilling og intarsia.